# 가나야마역 (후쿠오카현)
가나야마역(일본어: 金山駅)은 일본 후쿠오카현 후쿠오카시 조난구 나나쿠마 3초메에 소재하는 후쿠오카 시 교통국 지하철 나나쿠마 선의 역이다. 역 번호는 N08이다.
역의 심벌 마크는 한자 "金"을 모티브로 한 삼각형으로, 가나야마의 구릉지를 묘사한 무지개를 조합한 것이다. 역 식별 색은 ■DIC-121로, 야쿠인오도리 역, 하시모토역과 공통이다.

## 역 구조
섬식 승강장 1면 2선의 지하역이다.

### 승강장
| 1 | ■나나쿠마 선 | 롯폰마쓰・야쿠인・덴진미나미 방면 |
| 2 | ■나나쿠마 선 | 후쿠다이 앞・하시모토 방면        |

## 이용 상황
2015년도의 1일 평균 승차 인원은 2,729명이다.
개통 이후 1일 평균 승차 인원의 추이는 아래 표와 같다.
| 연도   | 1일 평균 승차 인원 |
| ------ | ------------------ |
| 2004년 | 2,024              |
| 2005년 | 1,805              |
| 2006년 | 2,049              |
| 2007년 | 2,216              |
| 2008년 | 2,268              |
| 2009년 | 2,348              |
| 2010년 | 2,386              |
| 2011년 | 2,439              |
| 2012년 | 2,447              |
| 2013년 | 2,489              |
| 2014년 | 2,570              |
| 2015년 | 2,729              |

## 역 주변
- 후쿠오카 시립 가나야마 초등학교
- 가나야마 유치원
- 나나쿠마 변전소
- 가나야마 단지
- 자야마 단지
- 가나야마 단지 우체국
- 후쿠오카 은행 나나쿠마 지점
- 니시테쓰 스토어 나나쿠마 점
- 써니 나나쿠마 점
- 후쿠오카 현 자동차 학교

## 역사
- 2005년 2월 3일: 영업 개시.

## 사진

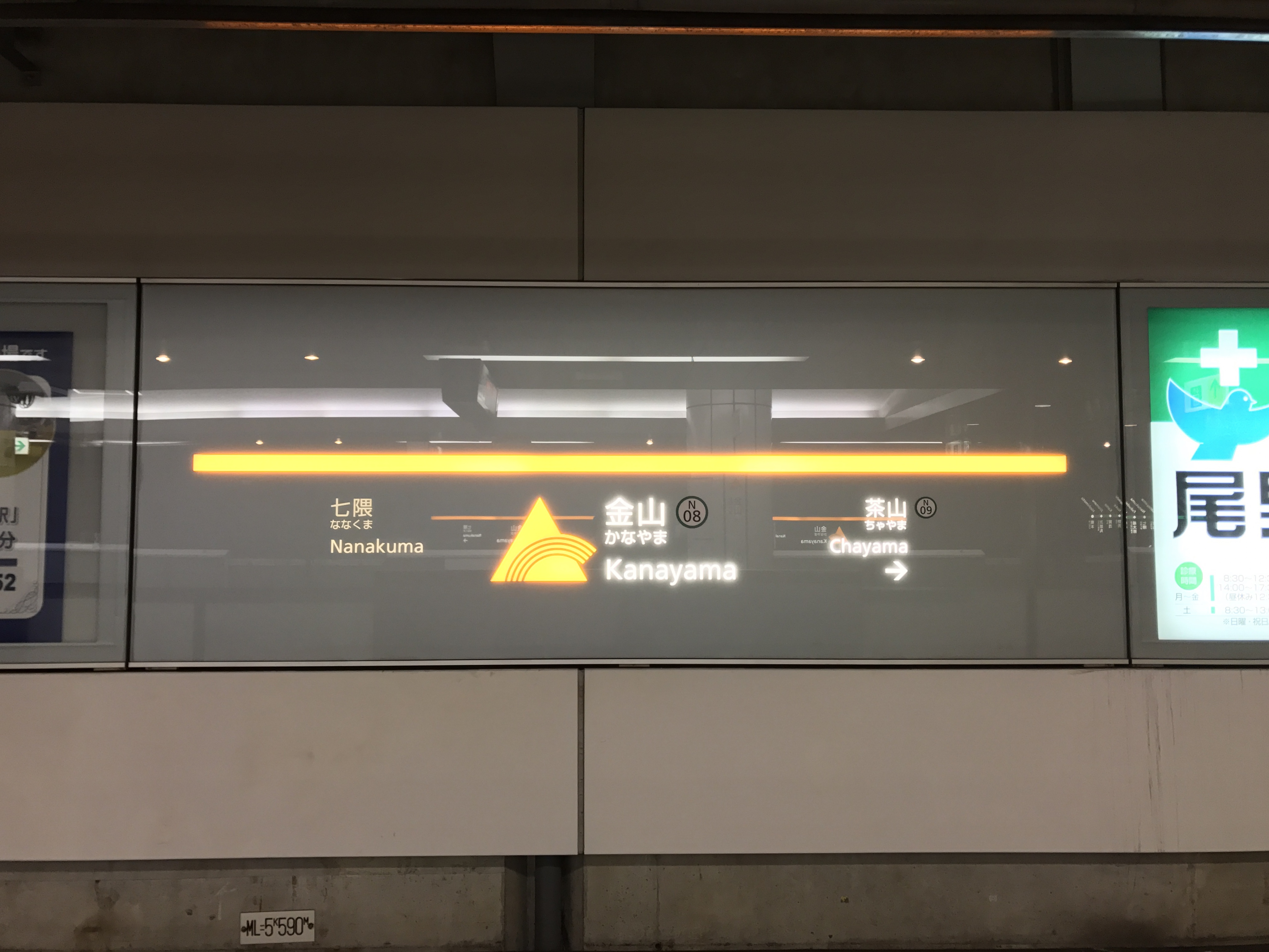
역명판

## 같이 보기
- 가나야마 역 - 다른 지역의 "가나야마 역"

## 인접역
| 후쿠오카 시 교통국 ■ 지하철 나나쿠마 선 | 후쿠오카 시 교통국 ■ 지하철 나나쿠마 선 | 후쿠오카 시 교통국 ■ 지하철 나나쿠마 선 |
| --------------------------------------- | --------------------------------------- | --------------------------------------- |
| N07 나나쿠마 하시모토 방면              |                                         | 자야마 N09 덴진미나미 방면              |